# 南将之
南 将之（みなみ まさゆき、1941年7月8日 - 2000年4月7日）は、日本の元バレーボール選手（元全日本代表）・指導者。元バレーボール全日本男子代表監督。

## 来歴
福岡県福岡市出身。福岡市立当仁小学校出身。福岡大大濠高校卒業後、1960年旭化成に入社、バレーボール部に入部。196cmの大型スパイカーとして活躍した。1961年全日本代表初選出。オリンピックでは1964年東京五輪で銅メダル、1968年メキシコ五輪で銀メダルを獲得。
そして1972年ミュンヘン五輪では念願の金メダルを獲得。特に準決勝のブルガリア戦では、相手チームのエース・ズラタノフの活躍で先に2セットを奪われて、絶体絶命の状況で第3セット途中から出場し、ミュンヘンの奇跡として語り継がれる逆転勝利の立役者となった。日本バレーボール界で3種類のメダルを持っているのは南と猫田勝敏のみである。
現役引退後は、全日本男子バレーボール・コーチ、全日本男子ジュニアチーム監督を経て、1989年監督に就任し、1990年に退任。また旭化成バレー部監督・部長も務めた。長男の南克幸も全日本入りし、父子鷹と呼ばれた。
2000年4月7日午後11時24分、心筋梗塞のため、福岡市内の病院で死去。58歳没。長年糖尿病を患い、1999年には大動脈瘤の手術を受けるなど入退院を繰り返していた。

## 球歴
- 全日本代表としての主な国際大会出場歴
  - オリンピック - 1964年、1968年、1972年
  - 世界選手権 - 1962年、1966年、1970年
  - ワールドカップ - 1965年、1969年

## 受賞歴
- 1970年 - 第1回実業団リーグ 最優秀選手賞・スパイク賞・サーブ賞
- 1972年 - 第5回日本リーグ ベスト6